# Geo (marka samochodów)

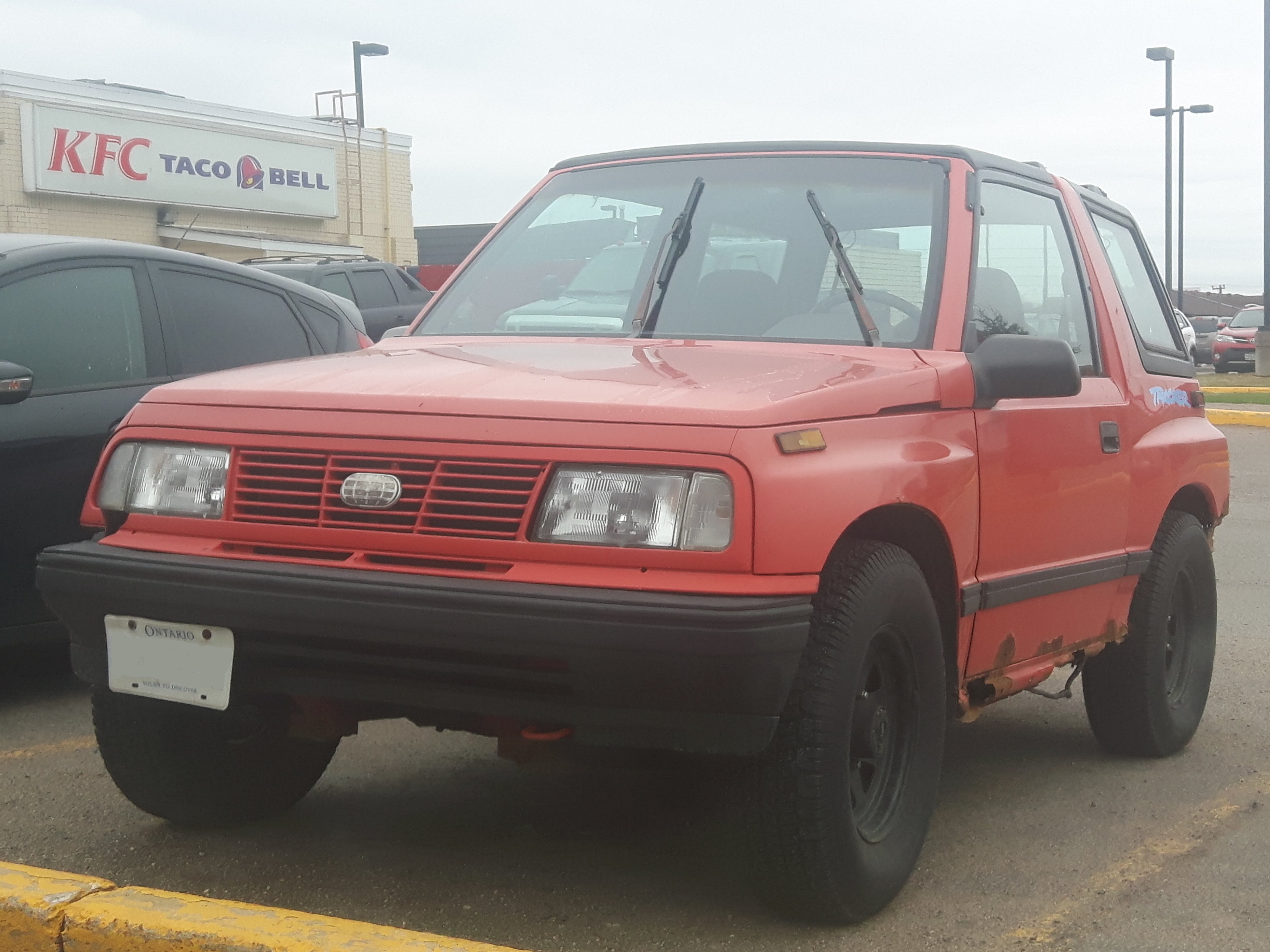
Geo Tracker

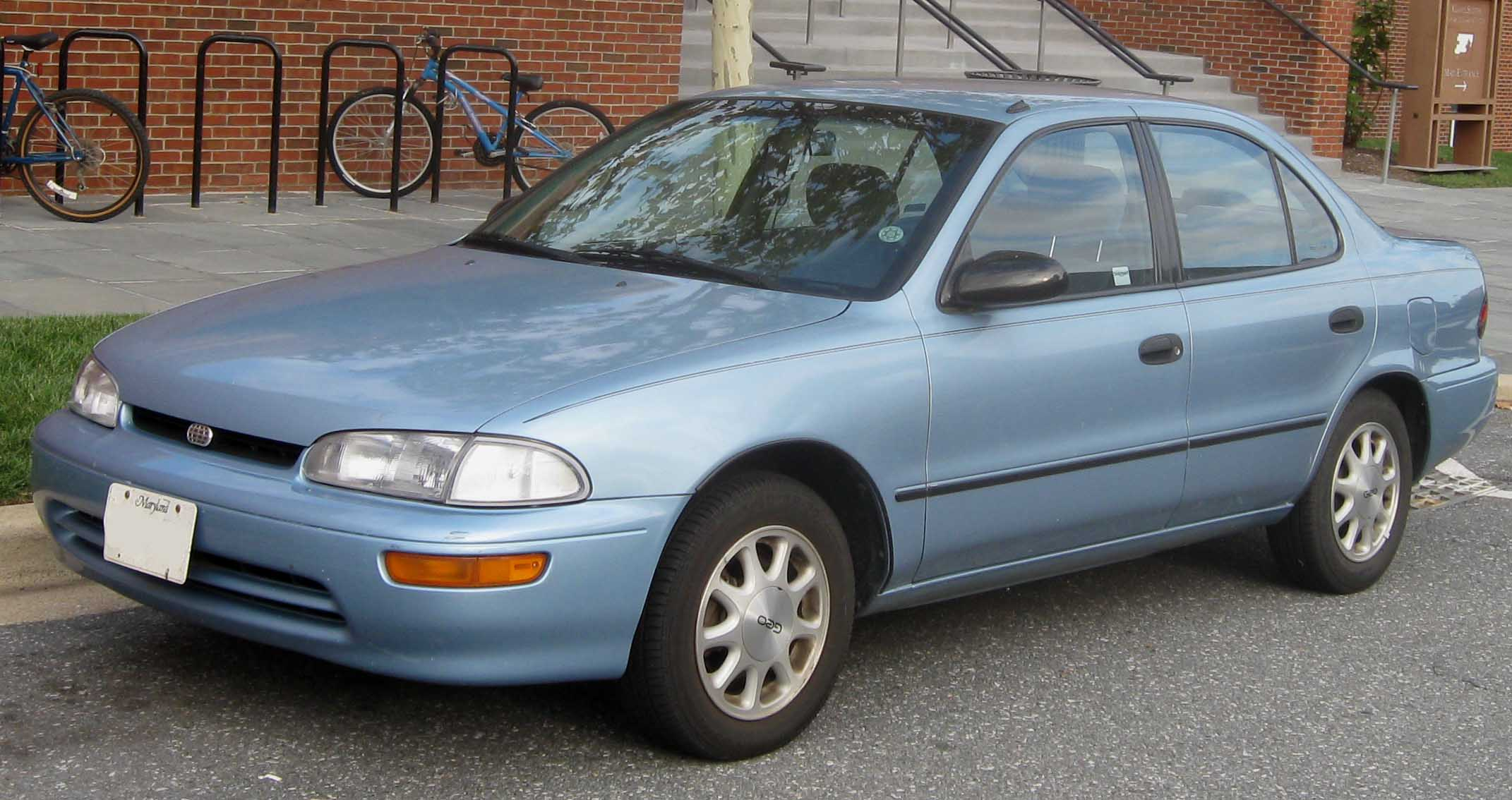
Geo Prizm

Geo – dawny amerykański producent samochodów osobowych, z siedzibą w Detroit, działający w latach 1989–1997. Należał do amerykańskiego koncernu General Motors. 

## Historia
W 1989 roku General Motors utworzyło nową markę samochodów, pod którą miały być oferowane tanie modele konkurujące z budżetowymi modelami producentów japońskich i koreańskich. Geo powstało początkowo z myślą o wewnętrznym rynku Stanów Zjednoczonych, a po likwidacji lokalnej marki Asüna w Kanadzie Geo wprowadzono do sprzedaży także tam w 1993 roku.
Oferta Geo składała się w pełni z modeli poddanych tzw. badge engineering. Samochody zaypożyczono w większości od Suzuki, które było wówczas ściśle powiązane współpracą General Motors, a także z oferty Isuzu i Toyoty. W 1998 roku podjęto decyzję o likwidacji Geo i połączeniu z Chevroletem. Wybrane modele, takie jak Tracker i Prizm, zyskały specyficzne, pośrednie emblematy łączące logo Geo ze znaczkiem Chevroleta.

## Modele samochodów

### Historyczne
- Spectrum (1988 – 1989)
- Storm (1990 – 1993)
- Metro (1989 – 1997)
- Tracker (1989 – 1997)
- Prizm (1990 – 1997)